# بولبوکاپنین
بولبوکاپنین (به انگلیسی: Bulbocapnine) با فرمول شیمیایی C۱۹H۱۹NO۴ یک ترکیب شیمیایی با شناسه پاب‌کم ۱۲۴۴۱ است. که جرم مولی آن ۳۲۵٫۳۶ گرم بر مول می‌باشد. 